# Vaudrecourt
Vaudrecourt és un municipi francès situat al departament de l'Alt Marne i a la regió del Gran Est. L'any 2017 tenia 35 habitants.

## Demografia

### Població
El 2007 la població de fet de Vaudrecourt era de 37 persones. Hi havia 12 famílies de les quals 4 eren unipersonals (4 homes vivint sols), 4 parelles sense fills i 4 parelles amb fills.
La població ha evolucionat segons el següent gràfic:
Habitants censats

### Habitatges
El 2007 hi havia 24 habitatges, 16 eren l'habitatge principal de la família, 3 eren segones residències i 5 estaven desocupats. 24 eren cases i 1 era un apartament. Dels 16 habitatges principals, 15 estaven ocupats pels seus propietaris i 1 estava cedit a títol gratuït; 1 tenia tres cambres, 3 en tenien quatre i 12 en tenien cinc o més. 16 habitatges disposaven pel capbaix d'una plaça de pàrquing. A 12 habitatges hi havia un automòbil i a 4 n'hi havia dos o més.

## Economia
El 2007 la població en edat de treballar era de 21 persones, 14 eren actives i 7 eren inactives. De les 14 persones actives 13 estaven ocupades (9 homes i 4 dones) i 1 aturada (1 dona i 1 dona). De les 7 persones inactives 3 estaven jubilades, 2 estaven estudiant i 2 estaven classificades com a «altres inactius».
Activitats econòmiques
Dels 2 establiments que hi havia el 2007, 1 era d'una empresa extractiva i 1 d'una empresa d'hostatgeria i restauració.
L'any 2000 a Vaudrecourt hi havia 4 explotacions agrícoles.